# Я не ведьма
Я не ведьма (англ. I Am Not a Witch) — британско-французский драматический фильм 2017 года, полнометражный режиссёрский дебют Рунгано Нионе. Фильм был отобран для участия в Двухнедельнике режиссёров на 70-м Каннском международном кинофестивале (2017).

## Сюжет
Лента рассказывает о девятилетней девочке, которую обвиняют в том, что она ведьма.